# Julian Michaux
Julian Eligiusz Aleksandrowicz Michaux (russisch Юлиан Александрович Мишо; * 1. Dezember 1867 in Warschau, Russisches Kaiserreich, heute Polen; † 11. Dezember 1925 ebenda) war ein russischer Fechter.

## Biografie

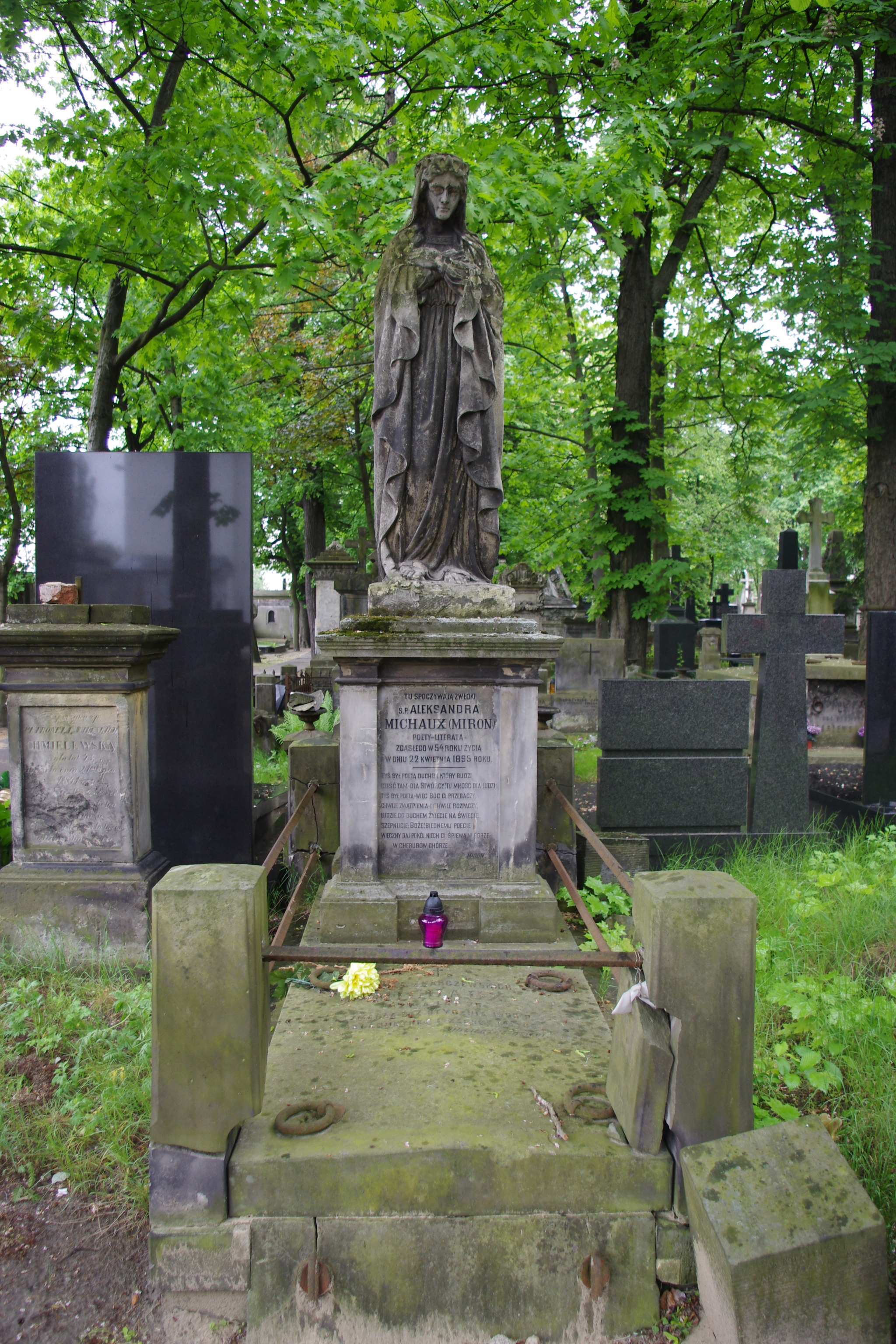
Grab der Familie Michaux

Julian Michauxs Familie stammte ursprünglich aus der belgischen Stadt Lüttich. Sein Urgroßvater kam Anfang des 19. Jahrhunderts nach Warschau. Sein Großvater Marcin Michaux war am Novemberaufstand beteiligt. Julian Michaux kam als Sohn des Dichters und Journalisten Alexander Michaux und Julia Höhr (geborene Karczewska) in Warschau zur Welt.
1890 eröffnete Julian Michaux eine Fechthalle in Warschau, die er als Fechtlehrer leitete. Zudem gehörte er der Warschauer Rudergesellschaft und der Warschauer Eislaufgesellschaft an.
Er nahm an den Olympischen Sommerspielen 1900 in Paris teil. Er startete im Säbelwettbewerb für Fechtmeister, wo er den fünften Platz belegte.
Nach erneuter Unabhängigkeit Polens trat Michaux der polnischen Armee bei. 1924 wurde er Offizier.
Ein Jahr später starb er in Warschau und wurde auf dem Powązki-Friedhof im Familiengrab beigesetzt.